# Bình tam giác

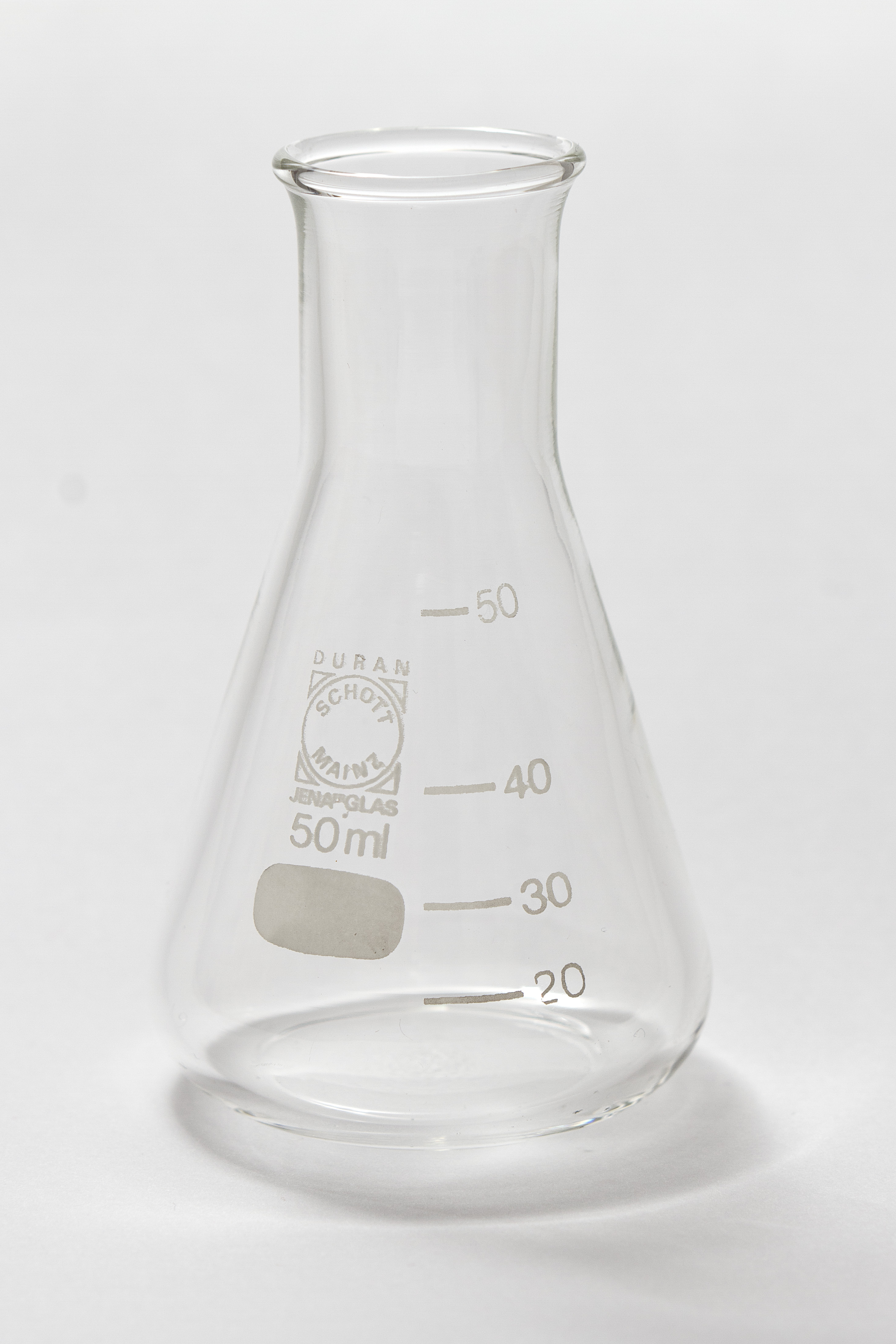
Bình tam giác

Bình tam giác hay bình Erlenmeyer hay bình hình chóp hay bình nón là một loại bình chứa trong phòng thí nghiệm, được thiết kế bởi nhà khoa học Đức Emil Erlenmeyer vào năm 1860.